# Friedrich Meinertz
Friedrich Meinertz (* 6. Januar 1919 in Worms; † 23. Januar 1964 in München) war ein deutscher Humanmediziner und Heilpädagoge.

## Leben und Wirken
Seine Eltern waren Humanmediziner am Städtischen Krankenhaus Worms, der Vater als Direktor und Chefarzt der Inneren Medizin, die Mutter war in der Anatomie tätig. Nach dem Abitur immatrikulierte sich der musikalisch hochbegabte Meinertz für Medizin an der Universität in München, obwohl er auch gerne Musik studiert hätte. Im Alter von 23 Jahren heiratete er die 18-jährige Elisabeth Stützel. Aus der Ehe ging eine Tochter hervor, die im Alter von 18 Jahren verstarb.
Während des Zweiten Weltkriegs war Meinertz als Truppenarzt eingesetzt. Nachdem er unmittelbar aus der Kriegsgefangenschaft entlassen worden war, arbeitete er u. a. als Volontärassistent an der Universitätsnervenklinik in München. Zusätzlich absolvierte er eine Ausbildung zum Psychoanalytiker und Lehranalytiker. 1956 wurde ihm die ärztliche Leitung der renommierten Heckscher-Klinik übertragen. Das Aufgabengebiet der Klinik erstreckte sich „von der Diagnostik und Therapie organischer Schäden über das Gebiet der psychotischen bzw. präpsychotischen Jugendlichen bis zu dem mehr anlage- oder mehr umweltbedingten seelischen Fehlentwicklungen und umfasst somit Bettnässen, Einkoten, Pavor nocturnus, kindliches Lügen und Stehlen, Davonlaufen, psychogene Mager- und Fettsucht, Schulversagen, Pubertätskrisen, Verstimmungszustände, Psychosen,... cerebrale Prozesse..., Anfallsleiden jeglicher Genese, psychogene wie organische Sprachstörungen usw.“.
Ein wichtiges Anliegen war Meinertz die Fort-, Weiter- und Ausbildung von Heilpädagogen. Aus diesem Grunde gründete Meinertz im Jahr 1963 ein Heilpädagogisches Ausbildungs- und Forschungsinstitut, das der Heckscher-Klinik angeschlossen war. Die Einrichtung wurde nach dem Tod des Gründers in Friedrich-Meinertz-Institut umbenannt. Neben seinen vielfältigen Aufgaben war Meinertz auch publizistisch tätig. Sein 1962 veröffentlichtes Buch Heilpädagogik avancierte zum Standardwerk der Heilpädagogik. Dieses ist hervorgegangen aus Vorlesungen, die Meinertz in verschiedenen Ausbildungsstätten für soziale und heilpädagogische Berufe gehalten hatte. Darin definierte Meinertz die Heilpädagogik als „die Lehre von der Heilerziehung; Heilerziehung ist die Erziehung derjenigen Kinder, bei denen die landläufige, natürliche Erziehung nicht ausreicht“.
Das von Meinertz gegründete Institut wurde 1975 umgewandelt in eine Fachschule für Heilpädagogik (später Fachakademie für Heilpädagogik) und 1980 von der Stadt München übernommen. Es ist aufgegangen in der Fachakademie für Sozialpädagogik.

## Werke
- Heilpädagogik, Bad Heilbrunn 1962
- Strafen, Heilen und Erziehen, in: Blätter des Pestalozzi-Fröbel-Verbandes 1959/H. 10, S. 74–76